# رابرت دوکسبری
رابرت دوکسبری (انگلیسی: Robert Duxbury؛ 1 January 1890 – ۱۸ آوریل ۱۹۶۲ (aged 72)) بازیکن فوتبال اهل بریتانیا بود.
از باشگاه‌هایی که در آن بازی کرده‌است می‌توان به باشگاه فوتبال هادرزفیلد تاون اشاره کرد.